# Tadarida lobata
Tadarida lobata é uma espécie de morcego da família Molossidae. Pode ser encontrada no Quênia e no Zimbábue.